# Mierlo
Mierlo – miasto  w Holandii, gminie Geldrop-Mierlo, prowincji Brabancja Północna. Położone w pobliżu miast: Lierop, Geldrop, Eindhoven, Helmond i Someren. Okolice miasta stanowią lasy i wrzosowiska. Miasto liczy 10 174 mieszkańców (2003).
Do zabytków należy między innymi ratusz z 1806 roku, odrestaurowany w roku 1990. W 1860 do Mierlo przestawiony został wiatrak, powstały w 1640 roku. Kaplica św. Marii powstała w 1951 roku. Wieża telewizyjna z 1961 roku mierzy 105 metrów i umiejscowiona jest w lesie. Zwiedzić można również miejsce, gdzie robione są chodaki.
W Mierlo działa drużyna piłkarska Mifano Mierlo prowadząca sekcje dla seniorów, juniorów oraz drużynę damską.